# ميغيل ليال
ميغيل ليال (بالبرتغالية: Miguel Leal) هو مدرب كرة قدم ولاعب كرة قدم برتغالي، ولد في 22 أبريل 1965 في ماركو دي كانافيسس في البرتغال. لعب مع موريرينسي.

## وصلات خارجية
- ميغيل ليال على موقع قاعدة بيانات كرة القدم.إي يو (الإنجليزية)
- ميغيل ليال على موقع Soccerway.com (الإنجليزية)